# Bergou
Bergou est une petite ville du Togo.

## Géographie
Bergou est situé à environ 54 km de Dapaong.

## Vie économique
- Marché traditionnel le mercredi

## Lieux publics
- Dispensaire